# Guadassuar
Guadassuar, en valencien et officiellement, (Guadasuar en castillan), est une commune de la province de Valence, dans la Communauté valencienne, en Espagne.
Elle est située dans la zone à prédominance linguistique valencienne. Sa population s'élevait à 6 013 habitants en 2013.[réf. nécessaire]

## Géographie

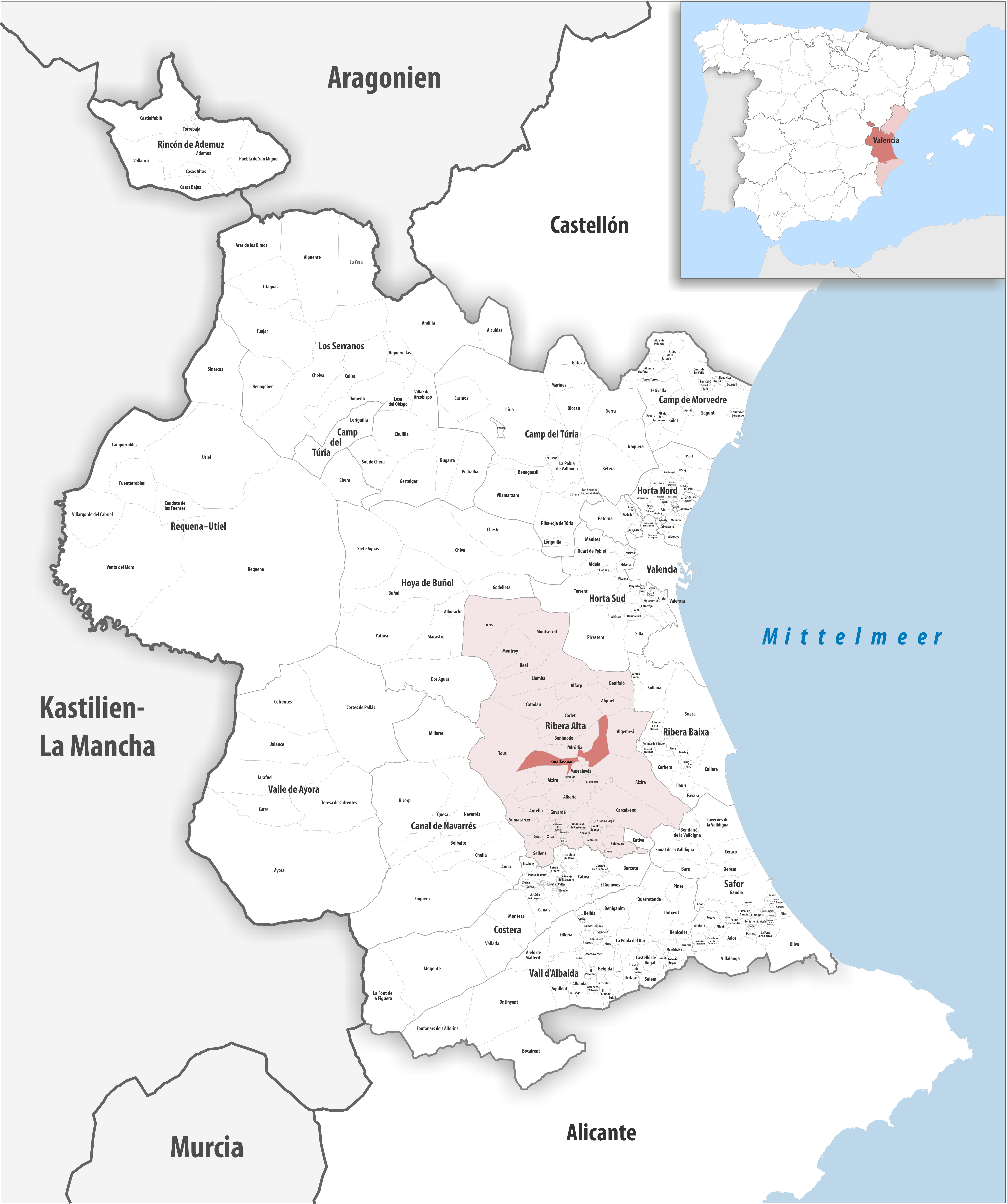
Guadassuar dans la province de Valence / en encadré dans la communauté de Valence en Espagne

### Localisation
La commune de Guadassuar est au centre de la comarque de Ribera Alta et légèrement au sud-est du centre de la province de Valence, dans la communauté de Valence qui borde la côte est de la péninsule espagnole.
Valence est à 39 km nord ;
Madrid à 379 km nord-ouest ;
Jerez de la Frontera à 34 km est-sud-est ;
Séville à 110 km nord-est ;
.

Localisation de Guadassuar
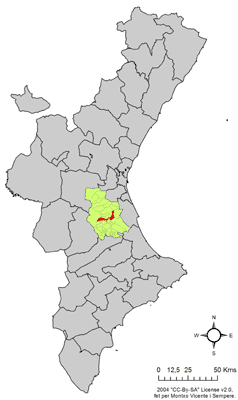
dans la Communauté valencienne.
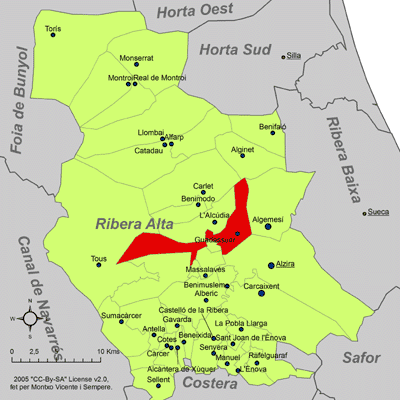
dans la comarque de la Ribera Alta.

### Communes voisines
Toutes les communes voisines sont dans la comarque de la Ribera Alta - donc aussi dans la province de Valence.
La commune d'Alzira est en deux parties, séparées par les communes de Benimodo et Massalavés ; c'est pourquoi on la retrouve ici deux fois dans le schéma plaçant les communes voisines à leurs points cardinaux respectifs.

L'Alcúdia (à ne pas confondre avec L'Alcúdia de Crespins dans la comarque de la Costera) est aussi divisée en deux parties ; on la retrouve aussi deux fois autour de Guadassuar.

## Démographie
| 1990  | 1992  | 1994  | 1996  | 1998  | 2000  | 2002  | 2004  | 2005  |
| ----- | ----- | ----- | ----- | ----- | ----- | ----- | ----- | ----- |
| 5.516 | 5.375 | 5.430 | 5.415 | 5.362 | 5.331 | 5.423 | 5.568 | 5.703 |

## Administration
Liste des maires, depuis les premières élections démocratiques.
| Législature | Nom du Maire          | Parti politique |
| ----------- | --------------------- | --------------- |
| 1979-1983   |                       |                 |
| 1983-1987   | Manuel Vicente Segura | PP              |
| 1987-1991   |                       |                 |
| 1991-1995   |                       |                 |
| 1995-1999   |                       |                 |
| 1999-2003   |                       |                 |
| 2003-2007   | José Ribera Añó       | PP              |
| 2007-2011   |                       |                 |

## Lieux et monuments
- Église Saint-Vincent Martyr (ce)